# Barden (île)
Ne doit pas être confondu avec Barden.
Barden est une île norvégienne du comté de Hordaland appartenant administrativement à Øygarden.

## Description
Rocheuse et désertique, à fleur d'eau, elle s'étend sur environ 103 m de longueur pour une largeur approximative de 31 m.